# Frederick B. Fancher
Frederick Bartlett Fancher (* 2. April 1852 im Orleans County, New York; † 10. Januar 1944 in Los Angeles, Kalifornien) war ein US-amerikanischer Politiker und von 1899 bis 1901 der siebte Gouverneur des Bundesstaates North Dakota.

## Frühe Jahre
Frederick Fancher besuchte die örtlichen Schulen seiner Heimat in New York und dann, nach einem Umzug, in Michigan. In Ypsilanti absolvierte er später die State Normal School. Danach war Fancher in Illinois und North Dakota im Versicherungswesen tätig. In Dakota betrieb er auch eine große Farm. Als Mitglied der Republikanischen Partei war Fancher im Jahr 1889 Präsident der verfassungsgebenden Versammlung von North Dakota. Zwischen 1894 und 1897 war er staatlicher Versicherungsbeauftragter (North Dakota Insurance Commissioner); ferner fungierte er als Kurator eines Heims für geistig Behinderte. Am 8. November 1898 wurde er mit 59:41 Prozent der Stimmen gegen den Demokraten D. M. Holmes zum neuen Gouverneur seines Staates gewählt.

## Gouverneur von North Dakota
Fancher trat sein neues Amt am 3. Januar 1899 an. In seiner zweijährigen Amtszeit wurde der Ausbau der Eisenbahn weiter vorangetrieben. Auch ein Begnadigungsausschuss wurde ins Leben gerufen. Ansonsten verlief seine Amtszeit ohne besondere Vorkommnisse. Nach dem Ende seiner Amtszeit Anfang Januar 1901 zog sich Fancher aus der Politik zurück. Er zog nach Sacramento in Kalifornien, wo er einen Großhandelsbetrieb gründete, und starb 1944 im Alter von 91 Jahren in Los Angeles.